# 印鰻鰍
印鰻鰍為輻鰭魚綱合鰓目鰻鰍科的其中一種，被IUCN列為瀕危保育類動物，分布亞洲印度卡西加羅丘陵（Garo-Khasi-Jaintia range）的淡水水域，體長可達7.7公分，棲息在水流緩慢的溪流，會將身體躲藏在溪底，屬肉食性。
其种加词“indica”意为“印度的”。